# Anna Parisi
Anna Parisi (Roma, 2 maggio 1961) è una saggista italiana specializzata nella divulgazione scientifica per ragazzi.

## Biografia
Laureata in Fisica al CERN di Ginevra, dopo 10 anni di ricerca ha fondato la casa editrice Lapis. Come editore ha creato la collana di guide turistiche per ragazzi I bambini alla scoperta di... e la collana di divulgazione scientifica Ah saperlo!,  il cui direttore scientifico è il fisico Giorgio Parisi, di cui non è parente (caso di omonimia). Ha poi lasciato la casa editrice per occuparsi a tempo pieno di comunicazione della scienza sia come autrice che come organizzatrice di eventi e di scuole di perfezionamento. I suoi libri di saggistica scientifica per ragazzi sono tradotti in molti paesi del mondo.

## Libri
- I bambini alla scoperta di Roma Antica (A. Parisi, R. Punzi, Palombi Editori, 1996)
- I bambini alla scoperta degli animali a Roma (A. Parisi - E. Parisi - B. Cignini - V. Consoli, Palombi Editori, 1997)
- Numeri magici e stelle vaganti. I primi passi della scienza (Lapis, 2001)
- Ali, mele e cannocchiali. La rivoluzione scientifica (Lapis, 2002)
- Il filo conduttore. L'anticamera dell'atomo. (A. Parisi – A. Tonello, Lapis, 2003)
- Dipende. Le teorie della relatività [4](A. Parisi – L. Albanese, Lapis, 2006. Ripubblicato da Adriano Salani Editore, 2017)
- Extra-terrestri. Gli astronauti e la Stazione Spaziale Internazionale[5] [6] (A.Parisi – E. Perozzi, Agenzia Spaziale Italiana, 2007)
- Terra! Il mondo visto dallo spazio[6] (A.Parisi – E. Perozzi, Agenzia Spaziale Italiana, 2008)
- Astroparticelle, una materia molto oscura[6] (A.Parisi – E. Perozzi, Agenzia Spaziale Italiana, 2009)
- La storia della scienza raccontata ai bambini [7](A. Parisi, Adriano Salani Editore, 2020)
- La fisica raccontata ai ragazzi[8] (A. Parisi - A. Tonello, Adriano Salani Editore, 2022)
- Quanti quanti? La fisica quantistica per tutti (A, Parisi - V. Schettini,  Adriano Salani Editore, 2024)

## Riconoscimenti
- 2001: Premio Legambiente. Miglior libro di divulgazione scientifica per ragazzi per il volume “Numeri magici e stelle vaganti”[9]
- 2003: Premio Cenacolo Editoria e Innovazione. Menzione speciale per la collana “I bambini alla scoperta di…”
- 2004: Premio Andersen Migliore collana di divulgazione per ragazzi per la collana “Ah, saperlo!” [2]